# SARAMI
SARAMI（サラミ、1990年6月19日 - ）は、日本の女性総合格闘家。富山県富山市出身。本名および旧リングネームは高野 聡美（たかの さとみ）。パンクラスイズム横浜所属。かつてはクラブバーバリアンに所属していた。現アトム級クィーン・オブ・パンクラシスト。元修斗女子世界スーパーアトム級王者。

## 来歴
3歳の頃に柔道を習い始め、富山県大会で52kg級優勝、北信越大会で52kg級準優勝、全国高校総体団体戦で優勝するなどの実績を残した。高校2年生の頃に柔道の寝技強化の一環として地元富山のクラブバーバリアンで柔術を習い始める。そのジムに同じく富山出身の女性総合格闘家にして当時のDEEP女子ライト級王者のMIKUがいた影響で総合格闘技に興味を持ち始め、大学進学時に総合格闘家への転向を決意する。

### JEWELS（DEEP JEWELS）
アマチュアで2連勝したのち、2012年7月21日のJEWELS 20th RINGでプロデビュー。関友紀子に判定勝ちを収めた。
2013年11月17日に地元で行われたDEEP TOYAMA IMPACT ROOKIES 3でリングネームをSARAMIに改名した上でMIYOKOと対戦し、1Rに腕十字で一本勝ちを収めた。
2014年11月3日、DEEP JUWELS 6で黒部三奈と対戦し、1Rにチョークスリーパーで一本負けを喫した。
2015年にDEEP JEWELSフェザー級（現:アトム級）GP2015に出場。2月20日に行われた1回戦で吉田正子、5月31日の準決勝では前澤智にそれぞれ3-0の判定勝ちを収めるも、同日の決勝でV.V Meiに2RにパウンドでTKO負けを喫し準優勝に終わった。
2016年、長年所属していたクラブバーバリアンを離れ、北岡悟が主宰するパンクラスイズム横浜へ移籍した。
2018年3月10日、DEEP JEWELSアトム級王者で2度目の再戦となった黒部三奈とDEEP JEWELSアトム級タイトルマッチを行い、0-3の判定負けを喫し王座獲得に失敗した。
2018年8月26日、DEEP 85 IMPACTでRIZINなどに参戦経験のあるアリーシャ・ガルシアと対戦し、2Rにハイキックを受けてTKO負けを喫した。

### 修斗
2020年11月23日、修斗初参戦となったプロフェッショナル修斗2020 vol.7で杉本恵と対戦し、1Rに腕十字で一本勝ちを収めた。
2021年11月6日、プロフェッショナル修斗2021 vol.7メインイベントの修斗女子世界スーパーアトム級チャンピオンシップで3度目の再戦となった王者の黒部三奈に挑戦し、3-0の判定勝ちを収め王座獲得に成功、3度目の正直で雪辱を果たした。

### RIZIN
2022年4月17日、RIZIN初出場となったRIZIN.35にて、RIZIN WGP 女子スーパーアトム級トーナメント 2017 優勝者でアトム級世界ランキング5位の浅倉カンナと対戦し、0-3の判定負けを喫した。
2022年11月6日、RIZIN LANDMARK 4でPAWC女子ストロー級・COF女子フライ級王者のラーラ・フォントーラと対戦し、僅差の展開の末に3-0の判定勝ちを収めた。

### 修斗
2023年5月21日、修斗の女子選手のみで構成された大会・COLORS produce by SHOOTOメインイベントの修斗女子世界スーパーアトム級チャンピオンシップで渡辺彩華と対戦するも、2Rに左ハイキックからのパウンドでTKO負けを喫し初防衛に失敗、王座から陥落した。

### パンクラス
2023年12月24日、パンクラス初参戦となったPANCRASE 340のパンクラス初代女子アトム級王者決定トーナメント1回戦でパンクラス女子アトム級1位のジェニー・ファンと対戦し、ファンを終始テイクダウンで圧倒させ3-0の判定勝ちを収め決勝進出、同日に行われたトーナメント1回戦第2試合で2015年に対戦した経験を持つV.V Meiに勝利し決勝進出を果たした沙弥子と2024年春に行われる決勝で初代王座を賭けて対戦することとなった。
2024年3月31日、PANCRASE 341のパンクラス初代女子アトム級王者決定トーナメント決勝戦で沙弥子と対戦し、1Rに右ストレートパンチからのパウンドでTKO勝ちを収めトーナメント優勝と同時に初代アトム級クィーン・オブ・パンクラシストとなった。また、この試合でPANCRASE 341のPANCRASE30周年記念スペシャルボーナスのBEST FINISH（KO）ボーナスを獲得した。

## 戦績

### プロ総合格闘技
| 総合格闘技 戦績 | 総合格闘技 戦績 | 総合格闘技 戦績 | 総合格闘技 戦績 | 総合格闘技 戦績 | 総合格闘技 戦績 | 総合格闘技 戦績 |
| --------------- | --------------- | --------------- | --------------- | --------------- | --------------- | --------------- |
| 34 試合         | (T)KO           | 一本            | 判定            | その他          | 引き分け        | 無効試合        |
| 20 勝           | 3               | 6               | 11              | 0               | 0               | 0               |
| 14 敗           | 3               | 3               | 8               | 0               | 0               | 0               |

| 勝敗 | 対戦相手             | 試合結果                             | 大会名                                                                              | 開催年月日     |
| ○    | ホン・イェリン       | 5分3R終了 判定3-0                    | PANCRASE 347                                                                        | 2024年9月29日  |
| ○    | 沙弥子               | 1R 0:48 TKO（右ストレート→パウンド） | PANCRASE 341 【パンクラス初代女子アトム級王者決定トーナメント決勝戦】               | 2024年3月31日  |
| ○    | ジェニー・ファン     | 5分3R終了 判定3-0                    | PANCRASE 340 【パンクラス初代女子アトム級王者決定トーナメント1回戦】                | 2023年12月24日 |
| ×    | 渡辺彩華             | 2R 2:36 TKO（左ハイキック→パウンド） | COLORS produce by SHOOTO 【修斗女子世界スーパーアトム級チャンピオンシップ】         | 2023年5月21日  |
| ○    | ラーラ・フォントーラ | 5分3R終了 判定3-0                    | RIZIN LANDMARK 4                                                                    | 2022年11月6日  |
| ×    | 浅倉カンナ           | 5分3R終了 判定0-3                    | RIZIN.35                                                                            | 2022年4月17日  |
| ○    | 黒部三奈             | 5分5R終了 判定3-0                    | プロフェッショナル修斗2021 vol.7 【修斗女子世界スーパーアトム級チャンピオンシップ】 | 2021年11月6日  |
| ○    | 中村未来             | 2R 2:48 TKO（グラウンドパンチ）      | プロフェッショナル修斗2021 vol.5                                                    | 2021年7月25日  |
| ○    | 杉本恵               | 1R 2:46 腕十字                       | プロフェッショナル修斗2020 vol.7                                                    | 2020年11月23日 |
| ×    | キム・ソユル         | 5分3R終了 判定0-3                    | ONE Warrior Series 8                                                                | 2019年10月5日  |
| ○    | ミシェレ・フェヘイラ | 2R 2:55 腕十字                       | ONE Warrior Series 6                                                                | 2019年6月20日  |
| ○    | 齋藤裕子             | 5分3R終了 判定3-0                    | DEEP JEWELS 22                                                                      | 2018年12月1日  |
| ×    | アリーシャ・ガルシア | 2R 2:05 TKO（左ハイキック）          | DEEP 85 IMPACT                                                                      | 2018年8月26日  |
| ×    | 黒部三奈             | 5分3R終了 判定0-3                    | DEEP JEWELS 19 【DEEP JEWELSアトム級タイトルマッチ】                                | 2018年3月10日  |
| ○    | 前澤智               | 5分3R終了 判定3-0                    | DEEP JEWELS 18 【DEEP JEWELSアトム級王座挑戦者決定戦】                              | 2017年12月3日  |
| ×    | 富松恵美             | 5分3R終了 判定1-2                    | DEEP JEWELS 17                                                                      | 2017年8月26日  |
| ○    | 前澤智               | 2R 4:46 TKO（パウンド）              | DEEP JEWELS 16                                                                      | 2017年5月20日  |
| ○    | ジョン・イェジン     | 1R 0:36 フロントチョークスリーパー   | DEEP JEWELS 15                                                                      | 2017年2月25日  |
| ○    | 古澤みゆき           | 1R 3:53 腕ひしぎ十字固め             | DEEP JEWELS 14                                                                      | 2016年11月3日  |
| ×    | テッサ・シンプソン   | 3R 2:01 アメリカーナ                 | PXC 52                                                                              | 2016年3月18日  |
| ×    | 富松恵美             | 5分3R終了 判定1-2                    | DEEP JEWELS 10                                                                      | 2015年11月23日 |
| ○    | パク・ジョンウン     | 5分2R終了 判定2-0                    | ROAD FC 25                                                                          | 2015年8月22日  |
| ×    | V.V Mei              | 2R 4:57 TKO（パウンド）              | DEEP JEWELS 8 【DEEP JEWELSフェザー級GP2015 決勝】                                  | 2015年5月31日  |
| ○    | 前澤智               | 5分2R終了 判定3-0                    | DEEP JEWELS 8 【DEEP JEWELSフェザー級GP2015 準決勝】                                | 2015年5月31日  |
| ○    | 吉田正子             | 5分2R終了 判定3-0                    | DEEP JEWELS 7 【DEEP JEWELSフェザー級GP2015 1回戦】                                 | 2015年2月21日  |
| ○    | ソン・ガヨン         | 1R 4:15 アームロック                 | ROAD FC 20                                                                          | 2014年12月14日 |
| ×    | 黒部三奈             | 1R 4:02 チョークスリーパー           | DEEP JEWELS 6                                                                       | 2014年11月3日  |
| ×    | 石岡沙織             | 1R 4:44 腕ひしぎ十字固め             | DEEP JEWELS 4                                                                       | 2014年5月18日  |
| ×    | スギロック           | 5分2R終了 判定1-2                    | DEEP JEWELS 3                                                                       | 2014年2月16日  |
| ○    | MIYOKO               | 1R 4:04 腕十字                       | DEEP TOYAMA IMPACT ROOKIES 3                                                        | 2013年11月17日 |
| ×    | 吉田正子             | 5分2R終了 判定0-3                    | DEEP JEWELS 旗揚げ戦                                                                | 2013年8月31日  |
| ×    | 玉田育子             | 5分2R終了 判定0-3                    | JEWELS 22nd RING                                                                    | 2012年12月15日 |
| ○    | ハッピー福子         | 5分2R終了 判定3-0                    | JEWELS 21st RING                                                                    | 2012年9月22日  |
| ○    | 関友紀子             | 5分2R終了 判定3-0                    | JEWELS 20th RING                                                                    | 2012年7月21日  |

### プロキックボクシング
| キックボクシング 戦績 | キックボクシング 戦績 | キックボクシング 戦績 | キックボクシング 戦績 | キックボクシング 戦績 | キックボクシング 戦績 | キックボクシング 戦績 |
| --------------------- | --------------------- | --------------------- | --------------------- | --------------------- | --------------------- | --------------------- |
| 1 試合                | (T)KO                 | 判定                  | その他                | 引き分け              | 無効試合              |                       |
| 0 勝                  | 0                     | 0                     | 0                     | 1                     | 0                     |                       |
| 0 敗                  | 0                     | 0                     | 0                     | 1                     | 0                     |                       |

| 勝敗 | 対戦相手 | 試合結果       | 大会名           | 開催年月日    |
| △    | 茶谷薫   | 3R終了 判定0-0 | JEWELS 24th Ring | 2013年5月25日 |

## 獲得タイトル
- DEEP JEWELS フェザー級GP2015 準優勝（2015年）
- 第2代修斗女子世界スーパーアトム級王座（2021年）
- 初代アトム級クィーン・オブ・パンクラス王座（2024年）